# Litoria longirostris
Litoria longirostris är en groddjursart som beskrevs av Tyler och Davies 1977. Litoria longirostris ingår i släktet Litoria och familjen lövgrodor. IUCN kategoriserar arten globalt som livskraftig. Inga underarter finns listade i Catalogue of Life.